# Ланаха
Ланаха (ісп. Lanaja) — муніципалітет в Іспанії, у складі автономної спільноти Арагон, у провінції Уеска. Населення — 1460 осіб (2009).
Муніципалітет розташований на відстані близько 320 км на північний схід від Мадрида, 41 км на південь від Уески.
На території муніципалітету розташовані такі населені пункти: (дані про населення за 2009 рік)
- Канталобос: 94 особи
- Ланаха: 1067 осіб
- Орільєна: 256 осіб

## Демографія
Динаміка населення (INE ):